# Cimitero di Bruxelles
Il cimitero di Bruxelles (in francese cimetière de Bruxelles, in olandese begraafplaats van Brussel), situato nel territorio comunale di Evere, è il principale cimitero della città di Bruxelles. Con una superficie di 38 ettari, è il cimitero più esteso della regione di Bruxelles-Capitale.

## Storia
In seguito al decreto dell'imperatore Giuseppe II del 26 giugno 1784, che impediva di seppellire i defunti all'interno delle chiese e ordinando la chiusura dei cimiteri all'interno dei confini delle città, le parrocchie della città di Bruxelles, responsabili dei cimiteri, si associarono per costruire tre cimiteri a breve distanza dalle porte di Bruxelles, a Saint-Josse-ten-Noode, Saint-Gilles e Molenbeek-Saint-Jean. 

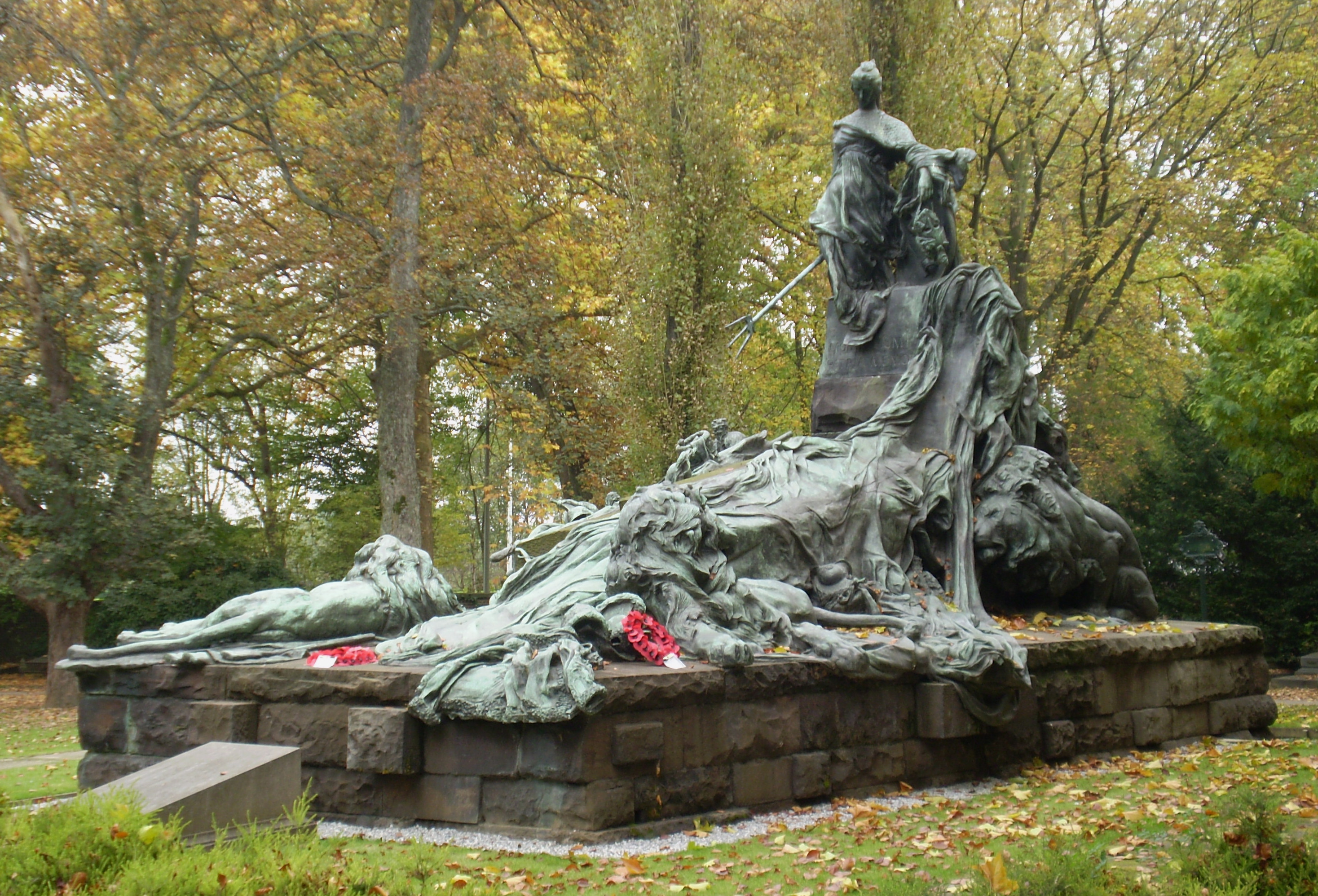
Memoriale inglese di Waterloo

Meno di un secolo più tardi, l'estensione di questi tre cimiteri, malgrado allargamenti successivi, è divenuta troppo ristretta per rispondere all'estensione demografica della città, mentre l'elevata urbanizzazione delle aree circostanti non rende possibile un ulteriore allargamento.
Nel frattempo le autorità cittadine si sono lentamente sostituite alla Chiesa cattolica per quanto riguarda la gestione dei cimiteri. Ciò sarà definitivamente stabilito, dopo una lunga opposizione da parte della chiesa, da un decreto del 1864.
A partire dal 1846 viene annunciata la creazione di un grande ed unico cimitero a Bruxelles. Dopo molti progetti annullati, nel 1874 la città decide l'acquisto di un primo terreno di circa trenta ettari a Evere, a circa cinque chilometri dal centro della città.
Il cimitero inaugurato tre anni dopo da Jules Anspach rappresenta un concetto completamente nuovo. Contrariamente alle necropoli antiche, con le tombe ravvicinate tra di loro, viene realizzato un grande parco. Vengono realizzati larghi viali decorati da monumenti e collegati tramite rotonde. L'ingresso dei due padiglioni, insieme a diverse strutture interne, sono realizzati da Pierre Victor Jamaer. Le autorità vi fanno trasferire circa 900 antiche sepolture di personalità dai precedenti cimiteri, che verranno rimpiazzati dal nuovo. Tra di esse, quella di Jacques Louis David, e quelle di numerosi caduti della battaglia di Waterloo.

## Memoriali
Lo spazio disponibile ha permesso la realizzazione di numerosi monumenti commemorativi, e spazi dedicati alle vittime o ai caduti in guerra o in seguito ad avvenimenti tragici. 

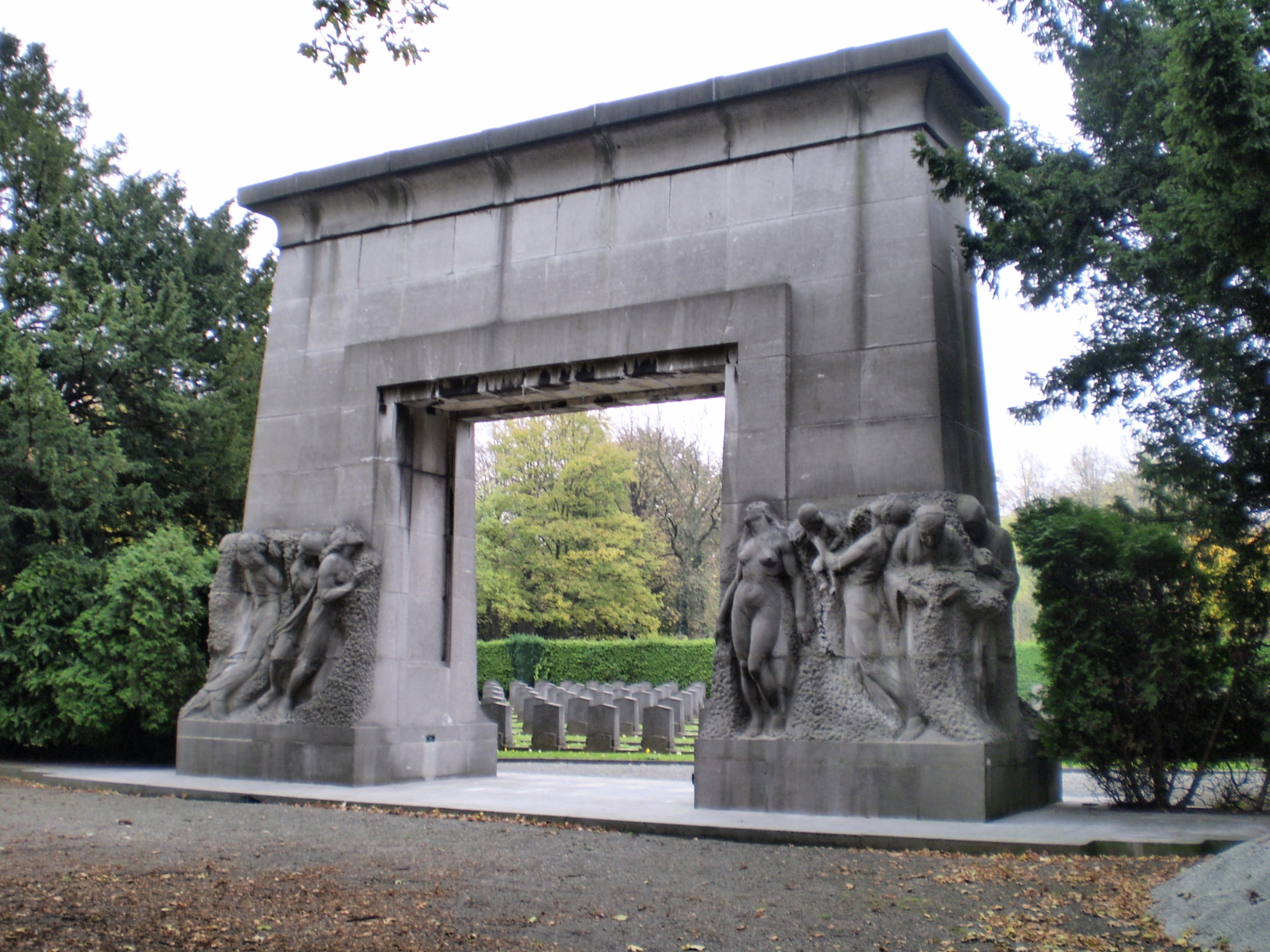
Arco d'onore della prima guerra mondiale

- Monumento d'onore ai combattenti nella Rivoluzione Belga del 1830
- Memoriale inglese della battaglia di Waterloo (opera di Jacques de Lalaing (1858-1917))
- Memoriale francese dei combattenti della guerra franco-prussiana del 1870
- Memoriale tedesco dei combattenti della guerra franco-prussiana del 1870
- Arco d'onore militare della prima guerra mondiale
- Arco d'onore militare tedesco della prima guerra mondiale
- Diversi memoriali ed archi d'onore militare della seconda guerra mondiale
- Il prato e il monumento commemorativo alle vittime dell'incendio dell'Innovation del 1967